# Igaliku
Igaliku (dánsky Igaliko) je malá osada v jižním Grónsku v Igalikufjordu, 34 km severovýchodně od města Narsaq.
Osadu založil roku 1782 norský obchodník Anders Olsen se svou grónskou ženou jménem Tuperna. V roce 2017 zde žilo 26 obyvatel, živících se převážně pastvou ovcí. Igaliku je díky svému počtu obyvatel čtvrtá nejmenší trvale obydlená osada v Grónsku.
V dobách vikingského osídlení ve 12. století se toto místo jmenovalo Garðar. Bylo tu první biskupství v Grónsku; jeho ruiny jsou na místě dodnes a od roku 2017 jsou zapsány na seznam světového kulturního dědictví UNESCO společně s dalšími místy na jihozápadě Grónska pod společným názvem „Kujataa v Grónsku: farmaření Seveřanů a Inuitů na okraji ledovcového pokryvu“.